# Grand Bazaar, Istanbul
Grand Bazaar (tiếng Thổ Nhĩ Kỳ: Kapalıçarşı, có nghĩa là ‘Chợ có mái che’; còn được gọi là Büyük Çarşı, có nghĩa là ‘Chợ Lớn’) ở Istanbul là một trong những thương xá có mái che lớn nhất và lâu đời nhất trên thế giới, với 61 đường phố được bảo hiểm và hơn 4.000 cửa hàng thu hút từ 250.000 đến 400.000 du khách mỗi ngày. Năm 2014, nó được liệt kê số 1 trong số các điểm thu hút khách du lịch tham quan nhiều nhất trên thế giới với 91.250.000 du khách hàng năm. Grand Bazaar tại Istanbul thường được coi là một trong những trung tâm mua sắm đầu tiên trên thế giới.

## Vị trí
Grand Bazaar nằm bên trong các tường thành Constantinople của thành phố Istanbul, thuộc quận Fatih và trong khu phố (mahalle) cùng tên (Kapalıçarşı). Nó trải dài khoảng từ tây sang đông giữa các nhà thờ Hồi giáo Beyazit và Nuruosmaniye. Bazaar có thể dễ dàng đi đến từ Sultanahmet và Sirkeci bằng xe điện (trạm dừng Beyazıt-Kapalıçarşı).

## Lịch sử
Việc xây dựng cốt lõi của Grand Bazaar trong tương lai bắt đầu trong mùa đông 1455/56, ngay sau cuộc chinh phạt Constantinoplis của Ottoman và là một phần của một sáng kiến rộng lớn hơn để kích thích sự thịnh vượng kinh tế ở Istanbul. Sultan Mehmet II cho xây dựng lên một tòa nhà dành cho việc buôn bán hàng dệt và đồ trang sức gần cung điện của ông ở Constantinoplis. Nó được đặt tên là Cevâhir Bedestan ("Bedesten của Gems") và còn được gọi là Bezzâzistan-ı Cedîd ("Bedesten Mới") trong tiếng Thổ Nhĩ Kỳ Ottoman. Từ bedesten được chuyển thể từ chữ Ba Tư bezestan, bắt nguồn từ bez ("vải"), và có nghĩa là "chợ của những người bán vải". Tòa nhà - được đặt theo tên xen kẽ ở Thổ Nhĩ Kỳ İç ("Internal"), Atik ("Ancient"), hoặc Eski ("Old") Bedesten - nằm trên sườn đồi thứ ba của Istanbul, giữa quảng trường cổ Constantinopolis và Theodosius cổ đại. Nó cũng ở gần cung điện của sultan đầu tiên, Cung điện Old (Eski Sarayi), cũng đang được xây dựng trong những năm đó, và không xa Artopoleia (theo tiếng Hy Lạp) (Άρτοπωλεία), khu làm bánh của thành phố trong thời Byzantine.
Việc xây dựng Bedesten kết thúc vào mùa đông 1460/61, và tòa nhà được ban cho waqf của nhà thờ Hồi giáo Aya Sofya. Phân tích các công trình gạch cho thấy hầu hết các cấu trúc bắt nguồn từ nửa sau của thế kỷ 15, mặc dù một bức phù điêu Byzantine đại diện cho một con đại bàng Comnvian, vẫn được bao quanh trên đỉnh của Cổng Đông (Kuyumcular Kapisi) của Bedesten đã được sử dụng bởi một số các học giả là bằng chứng cho thấy tòa nhà là một cấu trúc Byzantine.
Trong một khu chợ gần Bedesten, được đặt tên theo tiếng Thổ Nhĩ Kỳ Esir Pazarı, hoạt động buôn bán nô lệ đã từng diễn ra từ thời Byzantine. Các khu chợ quan trọng khác trong vùng lân cận là chợ đồ cũ (tiếng Thổ Nhĩ Kỳ: Bit Pazarı), "Long Market" (Uzun Carsi), tương ứng với Makros Embolos (Μακρός Ὲμβολος, "Long Portico"), một trung tâm mua sắm kéo dài xuống dốc từ quảng trường Constantinopolis đến Golden Horn, một trong những khu vực chợ chính của thành phố, trong khi chợ sách cũ (Sahaflar Carsisi) được chuyển từ Bazaar đến địa điểm đẹp như tranh vẽ hiện nay gần Nhà thờ Hồi giáo Beyazid chỉ sau trận động đất ở Istanbul năm 1894.
Vài năm sau,  (theo các nguồn khác, điều này xảy ra vào năm 1545 dưới thời Sultan Suleyman I) Mehmet II cho xây dựng một khu chợ khác được bảo hiểm, "Sandal Bedesten" (tên đến từ một loại sợi được dệt ở Bursa, có màu của gỗ đàn hương ), cũng được đặt tên là Küçük, Cedit hoặc Yeni (cả hai từ có nghĩa là "Mới") Bedesten, nằm ở phía bắc đầu tiên.
Sau khi Sandal Bedesten dựng lên, việc buôn bán hàng dệt chuyển đến đó, trong khi Cevahir Bedesten được dành riêng cho việc buôn bán hàng hóa xa xỉ. Lúc đầu hai tòa nhà bị cô lập. Theo nhà du hành người Pháp thế kỷ 16, Pierre Gilles, giữa hai tòa nhà và nhà thờ Hồi giáo Beyazid có một đống đổ nát của các tàn tích và một bể chứa lớn. Tuy nhiên, chẳng mấy chốc, nhiều người buôn bán đã mở cửa hàng của họ giữa và xung quanh đó.
Vào đầu thế kỷ 17, Grand Bazaar đã gần hoàn thiện những khu phố cuối cùng. Phạm vi rộng lớn của Đế chế Ottoman ở ba châu lục, và toàn quyền kiểm soát thông tin liên lạc đường bộ giữa châu Á và châu Âu, đã biến Bazaar và những người thuê hoặc caravanserais xung quanh trở thành trung tâm của thương mại Địa Trung Hải. Theo một số du khách châu Âu, từ đầu thế kỷ 17 cho đến nửa đầu thế kỷ 19, khu chợ này không có đối thủ ở châu Âu về số lượng, chủng loại và chất lượng hàng hóa được bán. Vào thời điểm đó, chúng ta được biết đến thông qua các du khách châu Âu rằng Grand Bazaar có một mặt bằng vuông, với hai con đường chính vuông góc ở giữa và một con đường thứ ba chạy dọc theo chu vi bên ngoài. Trong Bazaar có 67 con đường (mỗi con đường mang tên của những người bán hàng hóa đặc biệt), một số hình vuông được sử dụng cho những lời cầu nguyện hàng ngày, 5 nhà thờ Hồi giáo, 7 đài phun nước, 18 cổng được mở mỗi ngày vào buổi sáng và đóng cửa vào buổi tối (từ những cái tên hiện đại của khu chợ này "Khu tổ hợp đóng cửa") (Kapalıçarşı). Khoảng năm 1638, du khách người Thổ Nhĩ Kỳ Evliya elebi đã cho chúng tôi mô tả lịch sử quan trọng nhất về Bazaar và về phong tục của nó. 3.000 gian hàng, cộng với 300 ki ốt nằm ở những khu vực xung quanh nó, các đoàn lữ hành lớn với hai hoặc ba tầng quanh một sân trong, nơi hàng hóa có thể được lưu trữ và thương nhân có thể đến lấy. Trong khoảng thời gian đó, một phần mười các cửa hàng của thành phố đã tập trung trong thị trường và xung quanh nó. Đối với tất cả mọi thứ vào thời điểm đó, khu chợ chưa được bảo hiểm.

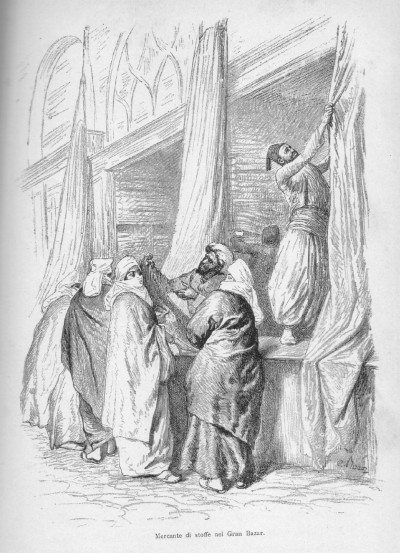
Một gian bán hàng (dolap) trong bản vẽ của Cesare Biseo, từ Edmondo De Amicis Costantinopoli (phiên bản 1882)

Thiên tai tái diễn, hỏa hoạn và động đất xảy ra tại Grand Bazaar. Vụ cháy đầu tiên xảy ra vào năm 1515; khác vào năm 1548. Các vụ hỏa hoạn khác đã tàn phá khu phức hợp thương mại vào năm 1588, 1618 (khi Bit Pazari bị phá hủy), 1645, 1652, 1658, 1660 (nhân dịp đó toàn bộ thành phố bị tàn phá), 1687, 1688 (thiệt hại lớn xảy ra với Uzun Carsi) 1695, và 1701. Trận hỏa hoạn năm 1701 đặc biệt dữ dội, buộc Đại Vizia Nevşehirli Damad Ibrahim Pasha phải xây dựng lại một số phần của khu phức hợp vào năm 1730-1731. Năm 1738, Kizlar Aĝasi Beşir Ağa đã ban cho đài phun nước (vẫn còn tồn tại) gần Mercan Kapi.
Trong thời kỳ này, do luật mới chống lại các vụ hỏa hoạn ban hành năm 1696, một số khu vực của thị trường nằm giữa hai Bedesten đã được bao phủ bởi các hầm. Mặc dù vậy, các đám cháy khác đã tàn phá khu phức hợp vào năm 1750 và 1791. Trận động đất năm 1766 gây ra nhiều thiệt hại hơn, được sửa chữa bởi Kiến trúc sư trưởng của Tòa án (Hassa baş Mimari) Ahmet một năm sau đó.
Sự phát triển của thế kỷ 19 của ngành dệt may ở Tây Âu, giới thiệu các phương thức sản xuất hàng loạt, các điều khoản được ký kết giữa đế quốc và nhiều nước châu Âu, và luôn luôn được các thương nhân châu Âu cung cấp nguyên liệu thô cần thiết để sản xuất hàng hóa trong nền kinh tế đóng cửa của đế chế, là những yếu tố gây ra sự suy giảm sự phát triển của khu tổ hợp. Đến năm 1850, giá thuê ở Bedesten thấp hơn 10 lần so với hai đến ba thập kỷ trước đó. Hơn nữa, sự ra đời của giai cấp tư sản phương Tây và sự thành công về mặt thương mại của các sản phẩm phương Tây đã đẩy các thương nhân thuộc dân tộc thiểu số (Hy Lạp, Armenia, Do Thái) rời khỏi Bazaar, được coi là cổ xưa và mở các cửa hàng mới trong các khu phố thường xuyên được lui tới bởi người châu Âu, như Beyoğlu và Galata.
Theo một cuộc khảo sát năm 1890, tại Bazaar có 4.399 cửa hàng đang hoạt động, 2 bedesten, 2195 phòng, 1 phòng tắm, một nhà thờ Hồi giáo, 10 madrasa, 19 đài phun nước (trong đó có hai şadırvan và một sebil), một lăng mộ và 24 han. Trong 30,7 ha của trung tâm thương mại, được bảo vệ bởi 18 cổng, có 3.000 cửa hàng dọc theo 61 đường phố, 2 bedesten, 13 han (cộng thêm một số bên ngoài).
Thảm họa lớn cuối cùng xảy ra vào năm 1894: một trận động đất mạnh làm rung chuyển Istanbul. Bộ trưởng Bộ Công chính, Mahmud Celaleddin Pașa, giám sát việc sửa chữa Bazaar bị hư hại cho đến năm 1898, và nhân dịp này, khu phức hợp đã giảm diện tích. Ở phía tây, Bit Pazarı bị bỏ lại bên ngoài vành đai mới và trở thành một con đường mới, được đặt tên là Çadircilar Caddesi ("Đường lều trại"), trong khi cổng cũ và Kütkculer Kapi bị phá hủy. Trong số tất cả những gian hàng thuộc về khu chợ trước kia, nhiều gian hàng bị bỏ ra bên ngoài, và chỉ còn 9 gian hàng được ở lại trong khu tổ hợp.

## Miêu tả

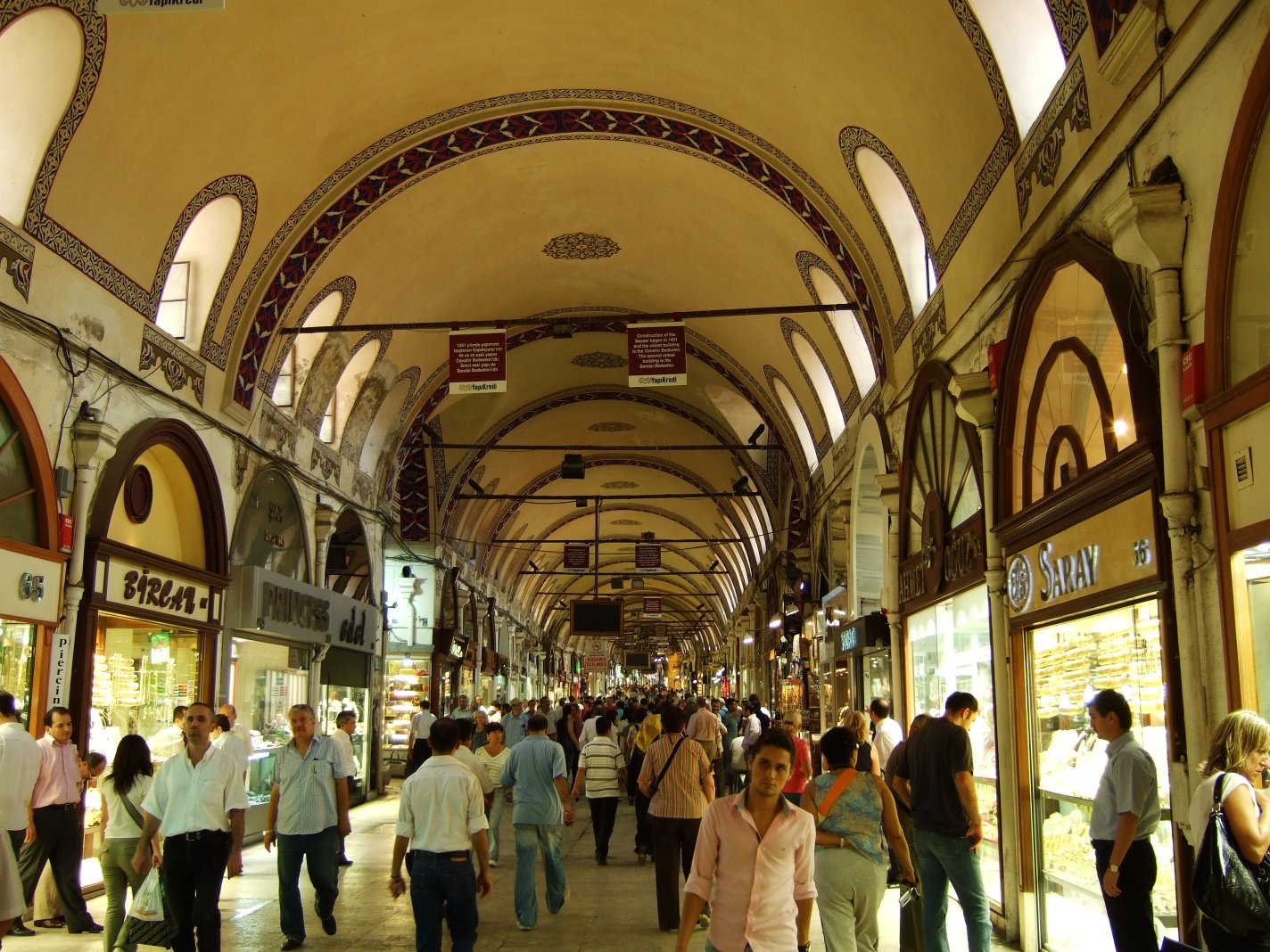
Kalpakçılar Caddesi, con đường của thợ kim hoàn vàng, là một trong 61 con đường được bảo hiểm bên trong Grand Bazaar.

Mặc dù được gọi là chợ nhưng đây thực chất đúng hơn là một khu phố cổ phát triển lan rộng và dồn nén qua hàng trăm năm dưới mái vòm chợ đặc trưng của người Thổ Nhĩ Kỳ. Grand Bazaar đón khách qua 12 cổng lớn từ đó sẽ tỏa ra 64 khu phố kết nối với nhau. Ngày nay, Grand Bazaar dường như không còn thu gọn dưới những mái vòm mà đã lan rộng ra các khu phố xung quanh tạo thành một trung tâm buôn bán sầm uất.
Bên trong khu chợ giống như một mê cung lấp loá ánh sáng đèn màu hàng hóa tràn ngập. Khu Kalpakçılar là nơi chuyên bán đồ trang sức, với giá thuê sạp có thể lên tới khoảng 80.000 USD/năm. Những con đường trong khu chợ Grand Bazaar thường mang tên những đồ vật được bán, như phố Kim hoàng (Jewellers street) hay phố Ngọc trai (Pearl street).
Trung tâm của chợ là sảnh Cevahir Bedesten, nơi tập trung những món hàng quý giá và cổ xưa nhất của Bazaar trong suốt chiều dài lịch sử.

## Lịch mở cửa
Grand Bazaar được mở mỗi ngày trừ Chủ nhật và ngày lễ ngân hàng từ 9:00 đến 19:00.
Thư viện ảnh
- Café
- Một trong những ki-ốt thế kỷ 17, từng là một quán cà phê nhỏ.
- Một trong bốn đài phun nước uống bằng đá cẩm thạch
- Bazaar sau giờ đóng cửa.
- Vòi của một đài phun nước trong chợ.
- Đèn lồng treo trong một cửa hàng.
- Hoạt động nhộn nhịp.
- Trà.
- Đồ chơi kỷ niệm được bày bán.
- Trang sức bằng vàng được bán ở trong chợ.